# Radek Faksa
Radek Faksa (né le 9 janvier 1994 à Opava en République tchèque) est un joueur tchèque de hockey sur glace. Il évolue au poste d'attaquant.

## Biographie

### Carrière en club
Il est formé au HC Slezan Opava. Alors qu'il joue en junior pour le HC Oceláři Třinec, il est choisi en vingt-deuxième position de la sélection européenne 2011 de la Ligue canadienne de hockey par les Rangers de Kitchener. Il part alors en Amérique du Nord et débute dans la Ligue de hockey de l'Ontario. Il est sélectionné au premier tour, en septième position par le Neftekhimik Nijnekamsk au cours du repêchage d'entrée dans la KHL 2012. Il est choisi au premier tour, en treizième position par les Stars de Dallas lors du repêchage d'entrée dans la LNH 2012. Il passe professionnel en 2014 avec les Stars du Texas, club ferme de Dallas dans la Ligue américaine de hockey. Les Stars du Texas remportent la Coupe Calder 2014. Il joue son premier match dans la Ligue nationale de hockey avec les Stars de Dallas le 17 octobre 2015 face aux Panthers de la Floride.

### Carrière internationale
Il représente la République tchèque au niveau international. Il prend part aux sélections jeunes.

## Statistiques

### En club
| Saison     | Équipe               | Ligue      |     | Saison régulière | Saison régulière | Saison régulière | Saison régulière | Saison régulière |   | Séries éliminatoires | Séries éliminatoires | Séries éliminatoires | Séries éliminatoires | Séries éliminatoires |
| Saison     | Équipe               | Ligue      | PJ  | B                | A                | Pts              | Pun              | PJ               | B | A                    | Pts                  | Pun                  |                      |                      |
| 2011-2012  | Rangers de Kitchener | LHO        | 62  | 29               | 38               | 67               | 47               | 13               | 2 | 4                    | 6                    | 10                   |                      |                      |
| 2012-2013  | Rangers de Kitchener | LHO        | 39  | 9                | 22               | 31               | 26               | 10               | 4 | 2                    | 6                    | 4                    |                      |                      |
| 2012-2013  | Stars du Texas       | LAH        | 2   | 0                | 1                | 1                | 0                | -                | - | -                    | -                    | -                    |                      |                      |
| 2013-2014  | Rangers de Kitchener | LHO        | 30  | 16               | 11               | 27               | 22               | -                | - | -                    | -                    | -                    |                      |                      |
| 2013-2014  | Wolves de Sudbury    | LHO        | 29  | 5                | 16               | 21               | 26               | 5                | 1 | 2                    | 3                    | 10                   |                      |                      |
| 2013-2014  | Stars du Texas       | LAH        | 5   | 1                | 2                | 3                | 6                | 20               | 4 | 0                    | 4                    | 8                    |                      |                      |
| 2014-2015  | Stars du Texas       | LAH        | 32  | 4                | 6                | 10               | 12               | -                | - | -                    | -                    | -                    |                      |                      |
| 2015-2016  | Stars du Texas       | LAH        | 28  | 15               | 11               | 26               | 22               | -                | - | -                    | -                    | -                    |                      |                      |
| 2015-2016  | Stars de Dallas      | LNH        | 45  | 5                | 7                | 12               | 16               | 13               | 3 | 2                    | 5                    | 2                    |                      |                      |
| 2016-2017  | Stars de Dallas      | LNH        | 80  | 12               | 21               | 33               | 67               | -                | - | -                    | -                    | -                    |                      |                      |
| 2017-2018  | Stars de Dallas      | LNH        | 79  | 17               | 16               | 33               | 36               | -                | - | -                    | -                    | -                    |                      |                      |
| 2018-2019  | Stars de Dallas      | LNH        | 81  | 15               | 15               | 30               | 54               | 13               | 0 | 1                    | 1                    | 6                    |                      |                      |
| 2019-2020  | Stars de Dallas      | LNH        | 66  | 11               | 9                | 20               | 42               | 19               | 3 | 5                    | 8                    | 4                    |                      |                      |
| 2020-2021  | Stars de Dallas      | LNH        | 55  | 6                | 8                | 14               | 30               | -                | - | -                    | -                    | -                    |                      |                      |
| 2021-2022  | Stars de Dallas      | LNH        | 77  | 5                | 14               | 19               | 52               | 7                | 1 | 1                    | 2                    | 4                    |                      |                      |
| 2022-2023  | Stars de Dallas      | LNH        | 81  | 11               | 9                | 20               | 39               | 19               | 1 | 2                    | 3                    | 10                   |                      |                      |
| 2023-2024  | Stars de Dallas      | LNH        | 74  | 7                | 12               | 19               | 20               | 8                | 1 | 0                    | 1                    | 2                    |                      |                      |
| Totaux LNH | Totaux LNH           | Totaux LNH | 638 | 89               | 111              | 200              | 356              | 79               | 9 | 11                   | 20                   | 28                   |                      |                      |

### En équipe nationale
| Année | Équipe                 | Compétition                  |   | PJ | B | A | Pts | Pun | +/-      |  | Résultat |
| 2011  | République tchèque U18 | Championnat du monde -18 ans | 6 | 0  | 0 | 0 | 2   | -4  | 8e place |  |          |
| 2012  | République tchèque U20 | Championnat du monde junior  | 6 | 2  | 0 | 2 | 4   | -3  | 5e place |  |          |
| 2013  | République tchèque U20 | Championnat du monde junior  | 6 | 0  | 2 | 2 | 2   | +1  | 5e place |  |          |
| 2014  | République tchèque U20 | Championnat du monde junior  | 5 | 1  | 0 | 1 | 2   | -1  | 6e place |  |          |
| 2016  | Tchéquie               | Championnat du monde         | 3 | 0  | 0 | 0 | 0   | +1  | 5e place |  |          |
| 2016  | République tchèque     | Coupe du monde               | 1 | 0  | 0 | 0 | 0   | -1  | 6e place |  |          |
| 2018  | République tchèque     | Championnat du monde         | 8 | 0  | 3 | 3 | 4   | +1  | 7e place |  |          |
| 2019  | Tchéquie               | Championnat du monde         | 7 | 1  | 3 | 4 | 2   | -1  | 4e place |  |          |

## Trophées et honneurs personnels

### Ligue canadienne de hockey
- 2011-2012 : participe aux matchs des meilleurs espoirs

### Ligue américaine de hockey
- 2013-2014 : remporte la Coupe Calder avec les Stars du Texas